# Hilliard, Ohio
Hilliard là một thành phố thuộc quận Franklin, tiểu bang Ohio, Hoa Kỳ. Năm 2010, dân số của thành phố này là 28435 người.

## Dân số
- Dân số năm 2000: 24230 người.
- Dân số năm 2010: 28435 người.